# 제니퍼 리

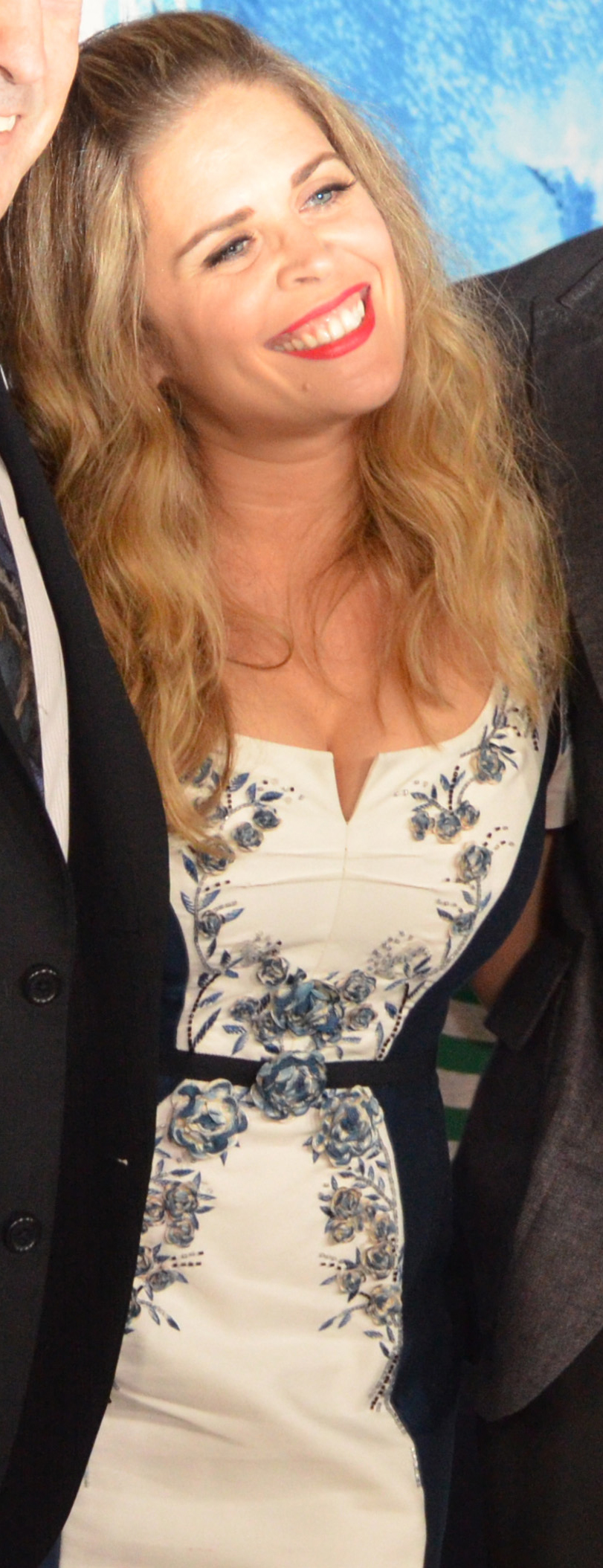
제니퍼 리

제니퍼 미셸 리(Jennifer Michelle Lee, 1971년 10월 22일 ~ )은 미국의 영화 감독이자 시나리오 작가이다. 《주먹왕 랄프》의 각본, 《겨울왕국》의 감독과 각본을 맡았다. 리는 월트 디즈니 애니메이션 스튜디오에서 최초의 여성 영화 감독이다.